# Абуль-Аббас ас-Саффах
Абуль-Аббас Абдуллах ибн Мухаммад ас-Саффах (араб. أبو العباس عبد الله السفاح‎; 722, Хунейма, Омейядский халифат — 8 июня 754, Анбар, Аббасидский халифат) — арабский государственный деятель, первый халиф из династии Аббасидов.
Пришёл к власти в результате Аббасидской революции против последнего халифа из династии Омейядов Марвана II ибн Мухаммада, однако до последнего не был активным участником подполья во главе с Абу Муслимом, находясь в Сирии. Скончался в молодом возрасте, так и не решив ни одной проблемы, которая стояла перед государством после свержения Омейядов.

## Биография

### Происхождение и ранние годы
Абуль-Аббас Абдуллах принадлежал к династии Аббасидов, которая являлась боковой ветвью династии курайшитского мекканского клана Хашимитов, к которой принадлежал исламский пророк Мухаммед. Его отцом был Мухаммед ибн Али аль-Аббаси, который вёл свое происхождение от эпонима династии Аль-Аббаса ибн Абд аль-Мутталиба, дяди Мухаммеда. Её члены активно участвовали в политике арабов только со времён правления омейядского халифа Умара ибн Абдул-Азиза. Мать Абдуллаха, которую звали Райта бинт Убайдаллах Абд аль-Маддан, тоже была арабкой-курайшиткой по происхождению и принадлежала к дому Хашимитов, династии Мухаммада.
Абуль-Аббас родился в 722 году в аббасидском подполье в Хунейме. Кроме него в семье было два сына, его младшие единокровные братья, получившие имена Абу Джафар и Ибрахим.
Омейяды в своём властвовании опирались на членов династии и родичей-курайшитов, что привело к росту недовольства как со стороны арабов, так и со стороны других жителей халифата. Последний омейядский халиф Марван II ибн Мухаммад из-за таковой политики своих предков оказался один против большого количества врагов, втянутый в длительную и абсолютно бесперспективную борьбу против них. Он опирался на войска, придя к власти в 744 году после того, как поборол предшественника Ибрахима, и сопротивление его правлению в халифате росло с каждым месяцем. Отдельную неприязнь к завоевателям-Омейядам испытывали иранцы.

### Восхождение на престол
Абуль-Аббас не был замечен в активном участии в аббасидском подполье до самых последних дней Третьей фитны. Главой рода и имамом он стал совершенно неожиданно для себя — после того, как действующий глава аббасидов, его дядя Ибрахим б. Мухаммад, по приказу Марвана II в начале октября 749 г. н. э. был арестован и умер в тюрьме в Харране. Перебравшись из Хумайма в Куфу вместе с братьями и дядьями, Абу ал-Аббас более месяца время жил инкогнито у Абу Саламы, пока на пятничном молении 12 раби' (28 ноября) не принял титул халифа.
Свою тронную речь Абу ал-Аббас закончил словами: «Я увеличил вам жалованье, так что готовьтесь [сражаться]. А я — проливающий (кровь и благо) очевидный и мститель истребляющий». Прозвучавший эпитет ас-саффах (проливающий), которым Абу охарактеризовал себя, стал его тронным именем, однако оно не сразу стало употребляться официально.
В отличие от халифов династии Умайаядов, Абу ал-Аббас не стал смещать всех прежних военачальников и напрямую замещать их своими родственниками — братьев и дядьёв он ставил командовать не вместо, но над прежними командирами и полководцами. Таким образом, даже фактический руководитель боевых действий в Ираке Абу Муслим оказался оттеснён от верховной власти в войсках, получив в компенсацию титул наместника сразу нескольких провинций (от Хамадана до Самарканда). Перехват управления восстанием Аббасидами произошла менее кроваво, чем могла бы произойти в случае смещения всех командиров по прежнему механизму.

### Боевые походы
В силу особенностей развития движения Аббасидов (организация пропаганды, разнородность состава участников движения), Абу ал-Аббас был вынужден ориентироваться не на византийский запад Халифата, а на иранский восток. Хотя это никогда не заявлялось в открытую, но в ходе Третьей фитны главными противниками Аббасидов являлись сирийские арабы — а потому Абу ал-Аббас не мог сделать своей резиденцией ни Дамаск, ни Харран. По совокупности указанных обстоятельств Абу ал-Аббас выбрал своей столицей Куфу, однако свою резиденцию ал-Хашимийу расположил не в центре, а на северной окраине ан-Нухайле, около ан-Анбара.
В силу тех же обстоятельств Абу ал-Аббас не мог признать многочисленных мавлей, воевавших против сирийских арабов на его стороне, мусульманами второго сорта. Халифат при Абу ал-Аббасе из арабского превратился в мусульманский. В новом Халифате арабы утратили монополию и на власть, и на религию.
Провозглашая наступление царства справедливости и торжества ислама, Абу ал-Аббас и Абу Джафар одновременно приступили и к расправе с теми, кто привёл Аббасидов к власти. Войска халифа под командованием его дядьёв вырезали арабов, переметнувшихся к Али ал-Аббасу от Марвана II во время Третьей фитны: карательная экспедиция под руководством Абдаллаха б. Али устранила верхушку палестинских арабов весной 751 г. н. э., а корпус Абдасмана б. Али уничтожил предводителей сирийских арабов в июне того же года. До конца лета 751 г. н. э. армия Зийада б. Салиха привела к покорности Бухару, Самарканд и Кеш. Апогеем карательных походов стал разгром объединённой китайско-тюркской армии под Таразом, который оказался важен ещё и в культурном плане: благодаря захваченным в плен китайским мастерам было освоено производство бумаги. От немедленной расправы над наиболее именитыми союзниками Аббасидов удерживало поначалу опасение, что выжившие начнут мстить за погибших — однако, когда в 752 г.х. Абу Муслим предложил свою помощь в ликвидации Абу Саламы, сомнения отпали. Присланный из Мерва убийца заколол Абу Саламу ночью, когда тот возвращался от халифа; виновниками произошедшего были объявлены хариджиты. По просьбе Абу ал-Аббаса в том же году Абу Муслим лично убил Сулаймана б. Касира. После произошедшего Абу ал-Аббас сумел внушить Зийаду б. Салиху мысль о том, что Абу Муслим хочет убить и Зийада — чем спровоцировал последнего на вооружённое восстание; до конца года был убит и он. Указанные события казались современникам малозначительными, вследствие чего датированы с точностью лишь до года.
Абу ал-Аббас умер от оспы в своей столице, Анбаре, всего через четыре года после восшествия на престол.

### Книги
- Али-заде А. А. Халифат Аббасидов // Хроника мусульманских государств I—VII вв. хиджры. — М.: Умма, 2004. — 445 с. — 3000 экз. — ISBN 5-94824-111-4.
- Кеннеди Хью. Двор халифов = The Court of the Caliphs / перевод с англ. Н. Я. Тартаковской. — М.: АСТ, Астрель, Хранитель, 2007. — 412 с. — (Историческая библиотека). — ISBN 978-5-17-039643-6.
- Кузенков П. В. Глава 1. Иностранные матери халифов // Арабский и исламский мир в Средние века : от Иберийского полуострова до Средней Азии / отв. ред. Д. Е. Мишин. — М.: Институт востоковедения РАН, 2021. — С. 8—20. — 288 с.
- Фильштинский И. М. История арабов и Халифата (750—1517) / И. М. Фильштинский; Институт стран Азии и Африки МГУ им. Ломоносова. — 3-е, испр. и доп. — М.—СПб.: АСТ: Восток-Запад, 2008. — 349 с. — ISBN 978-5-17-039553-8.
- Фильштинский И. М. Халифат под властью династии Омейядов (661—750). — М.: Северо-принт, 2005. — 232 с. — 1000 экз. — ISBN 5-900939-33-2.
- El-Hibri Tayeb. The Abbasid Caliphate : A History (англ.). — Cambridge: Cambridge University Press, 2021. — XXXII, 334 p. — ISBN 978-1-316-86956-7. — doi:10.1017/9781316869567.
- Kennedy Hugh N. The Early Abbasid Caliphate : A Political History (англ.). — 3rd reprinted & revised ed. — London: Routledge, 2016. — 242 p. — (Routledge Revivals). — ISBN 978-1-315-66742-3. — doi:10.4324/9781315667423.
- Kennedy Hugh N. The Prophet and the Age of the Caliphates : The Islamic Near East from the Sixth to the Eleventh Century (англ.). — 4th expanded & revised ed. — London: Routledge, 2022. — 428 p. — (A History of the Near East). — ISBN 978-0-429-34812-9. — doi:10.4324/9780429348129.
- Wellhausen Julius. The Arab Kingdom and its Fall = Das Arabische Reich und sein Sturz (нем.) (англ.) / Translated by Margaret Graham Weir. — Calcutta: University of Calcutta, 1927. — 592 p.

### Статьи
- ʿAbbāsids / Bahramian, Ali ; Gholami, Rahim ; Sajjadi, Sadeq // Encyclopaedia Islamica :  [англ.] : in 16 vol. / Editors-in-Chief: Wilferd Madelung ; Farhad Daftary. — Leiden : Koninklijke Brill, 2008. — Vol. I. — ISBN 978-90-04-16860-2. — doi:10.1163/1875-9831_isla_COM_0011.
- Abu 'l-ʿAbbās al-Saffāḥ / Moscati S. // Encyclopaedia of Islam. 2nd ed :  [англ.] : in 12 vol. / edited by H. A. R. Gibb; J. H. Kramers; E. Lévi-Provençal; J. Schacht; B. Lewis & Ch. Pellat. Assisted by S. M. Stern (pp. 1—330), C. Dumont and R. M. Savory (pp. 321—1359). — Leiden : E.J. Brill, 1986. — Vol. 1. — P. 103. (платн.)